# نیلی
نیلی (به انگلیسی: cerulean)، سایه‌ای از آبی است که بین لاجوردی و آبی آسمانی تیره‌تر قرار دارد.
«آبی نیلی» نام یک رنگدانه است. این رنگدانه در اواخر قرن هجدهم کشف شد و در قرن نوزدهم به عنوان آبی نیلی شناخته شد.

نخستین استفاده ثبت‌شده از نیلی به عنوان یک نام رنگ در انگلیسی در سال ۱۵۹۰ بود. این کلمه از کلمه لاتین caeruleus مشتق شده‌است، «آبی تیره، آبی، یا آبی-سبز»، که به نوبه خود احتمالاً از caerulum، کوچک‌تر از caelum، «بهشت، آسمان» گرفته شده‌است.
| آبی    |
| نیلی   |
| سبزآبی |

## نگارخانه

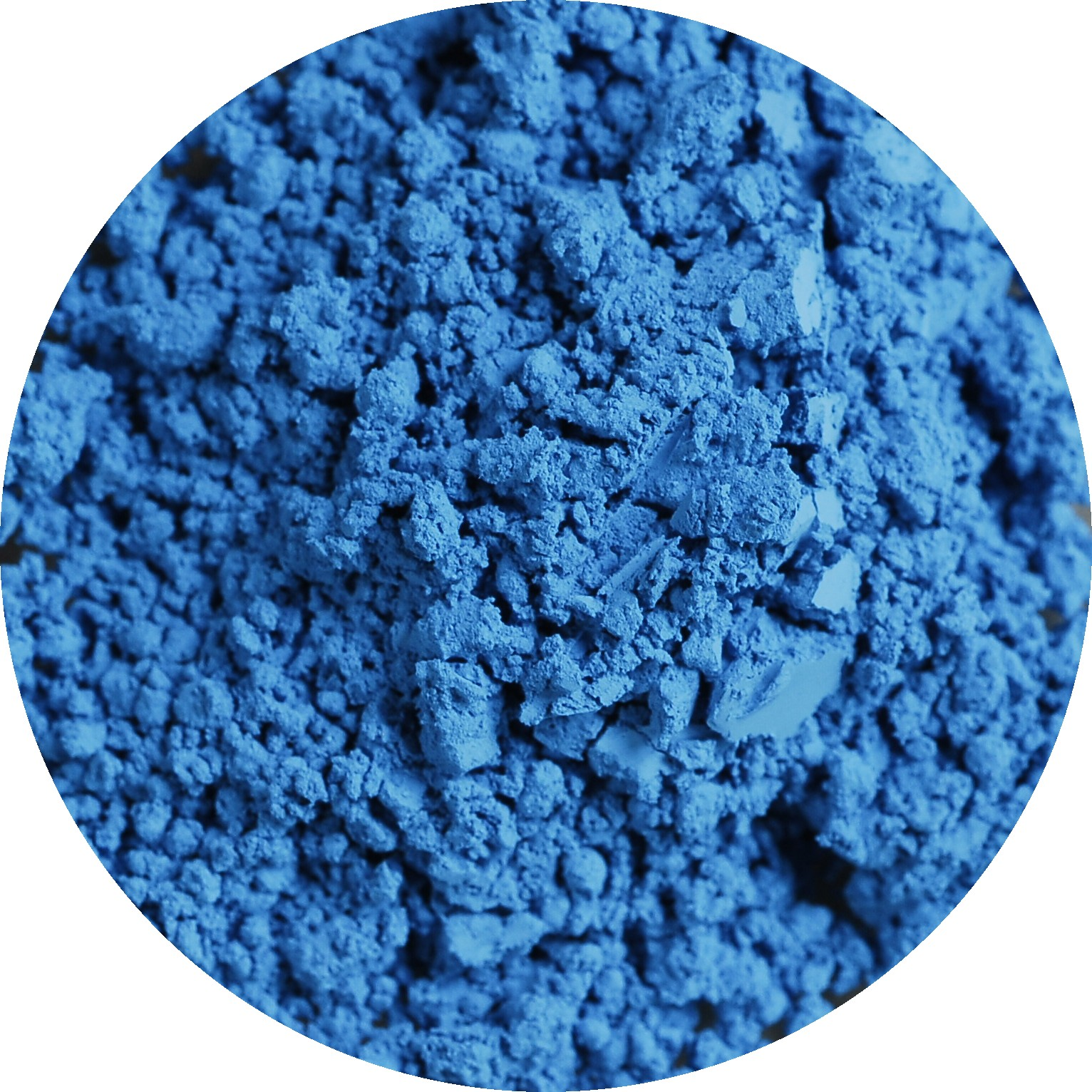
آبی نیلی PB35
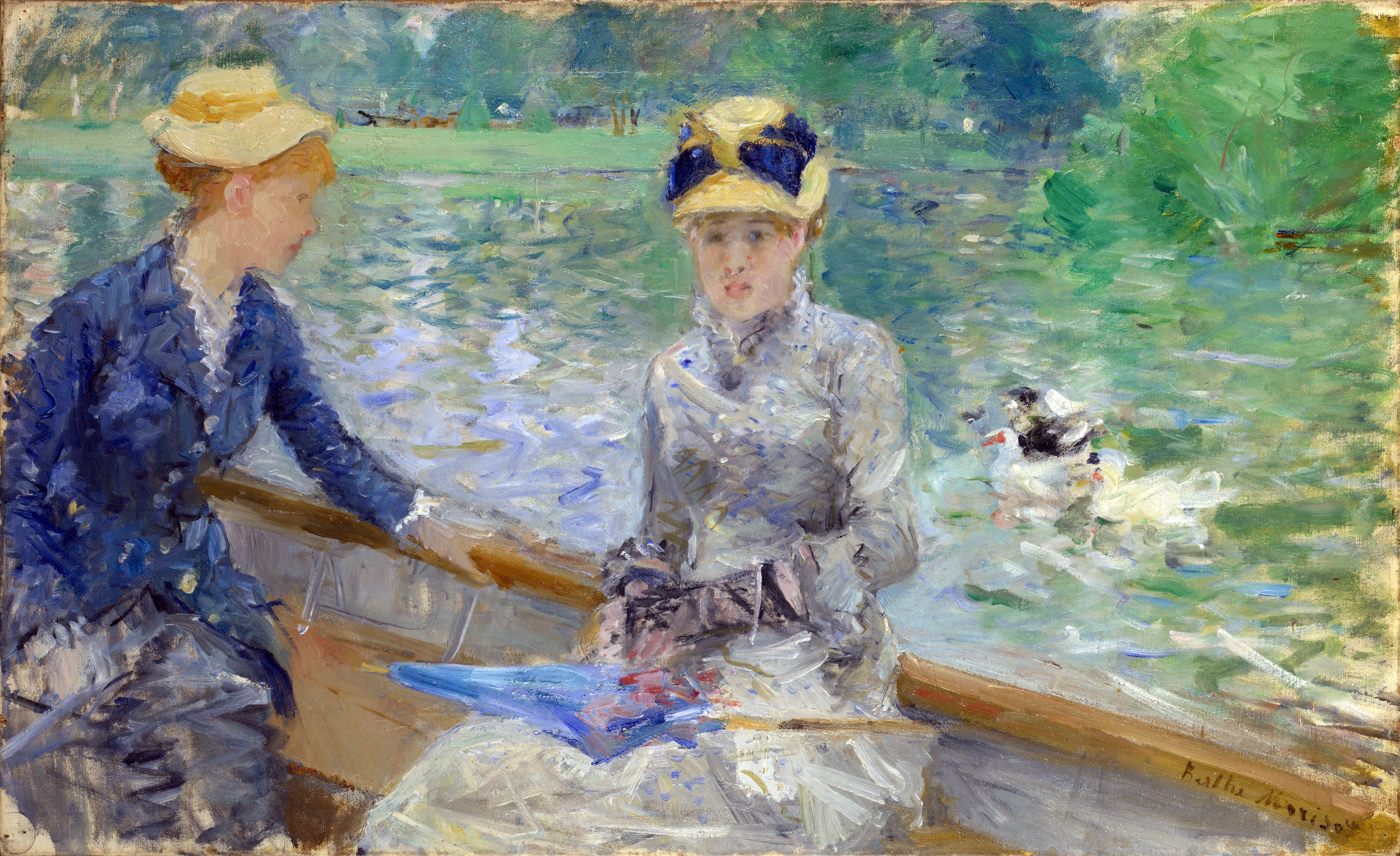
برت موریسو، روز تابستان، (۱۸۷۹)
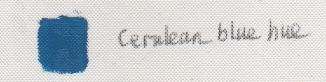
نمونه‌ای از رنگ روغنی رنگ آبی نیلی. "Hue" در این مثال به این معنی است که از رنگدانه‌های دیگری برای تقلید رنگ روغن حاوی رنگدانه اصلی استفاده شده‌است.
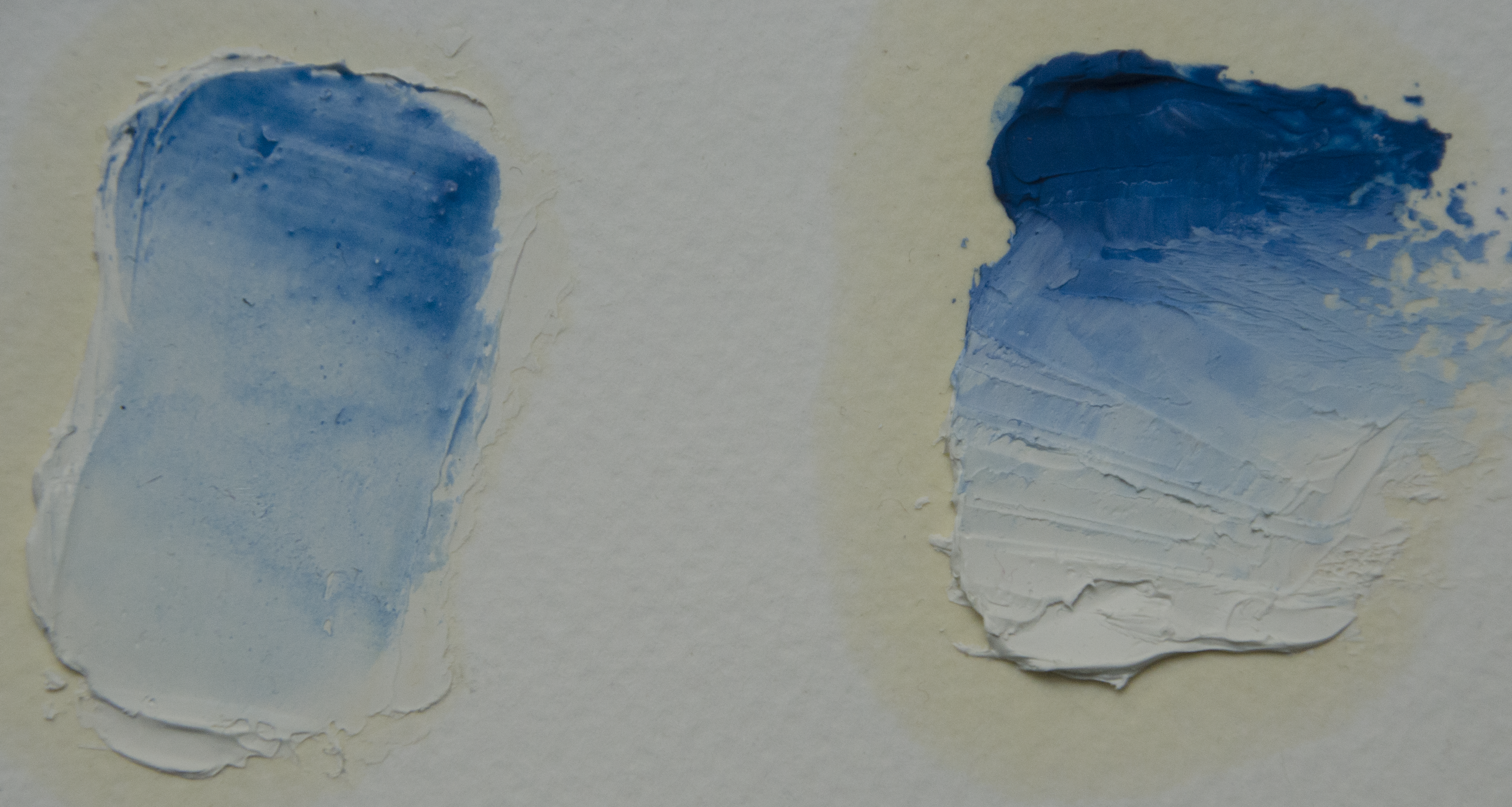
رنگدانه آبی نیلی در روغن. در سمت چپ به عنوان یک لعاب پایه روی سفید روی. در سمت راست به عنوان یک رنگ توده‌ای در رنگ روغنی.

## در طبیعت
- کوکوسنگ‌چشم نیلی
- ماهی‌خورک نیلی
- مگس‌گیر بهشتی نیلی
- سسک نیلی
- رنگینک کلاه‌نیلی